# Wall Street (stacja metra na Lexington Avenue Line)
Wall Street – stacja metra nowojorskiego, na linii 4 i 5. Znajduje się w dzielnicy Manhattan, w Nowym Jorku i zlokalizowana jest pomiędzy stacjami Fulton Street i Bowling Green. Została otwarta 12 czerwca 1905.